# Christopher Missilou
Christopher Missilou (ur. 18 lipca 1992 w Auxerre) – kongijski piłkarz występujący na pozycji pomocnika.